# Canal de Córcega
El canal de Córcega (en francés: Canal  de Corse; en italiano: Canale di Corsica) es el brazo de mar que separa la isla de Córcega de la isla de Elba y marca el paso entre el mar de Liguria y el mar Tirreno y también entre el Tirreno y el mar de Córcega, antes de la costa norte del cabo Corso, que también marca el límite entre el mar Mediterráneo occidental y el central. 
Este mar, va desde la costa septentrional y oriental del cabo Corso, baña la costa occidental de la isla de Elba y comprende plenamente la isla de Capraia y los escollos de África del archipiélago Toscano.